# Lyncina vitellus
Lyncina vitellus là một loài ốc biển, là động vật thân mềm chân bụng sống ở biển trong họ Cypraeidae, họ ốc sứ.

## Phân loài và formae
- Lyncina vitellus dama (Perry, G., 1811) [3]
- Lyncina vitellus polynesiae Schilder, F.A. & M. Schilder, 1939 [4]
- Lyncina vitellus vitellus orcina (f) Iredale, T., 1931 [5]

## Phân bố
Chúng phân bố ở Biển Đỏ và ở Ấn Độ Dương dọc theo Aldabra, Chagos, Comoros, Kenya, Madagascar, vùng bể Mascarene, Mauritius, Mozambique, Réunion, Seychelles, Somalia và Tanzania và also dọc theo Polynesia, Hawaii và Việt Nam.

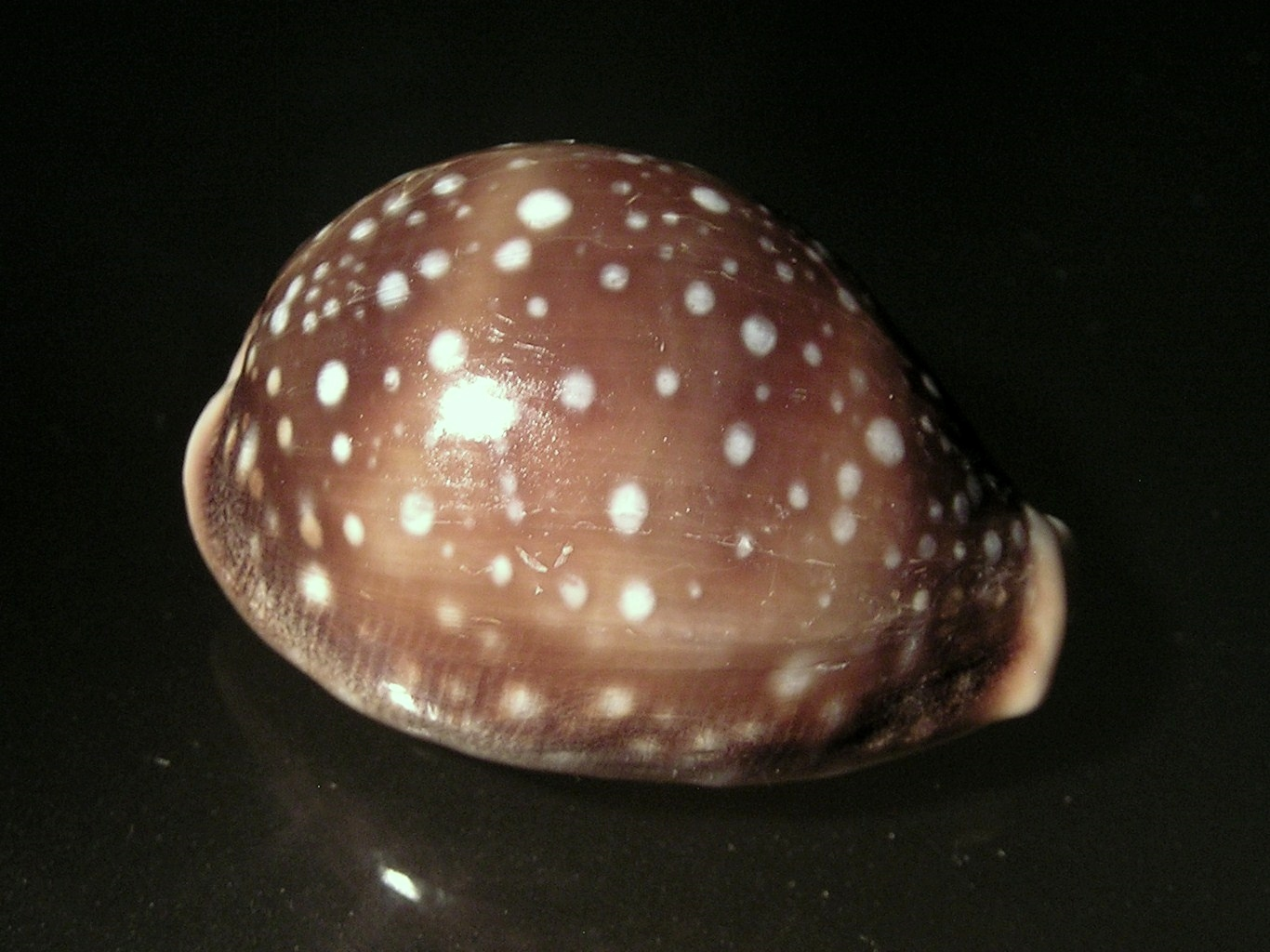
Lyncina vitellus

## Hình ảnh

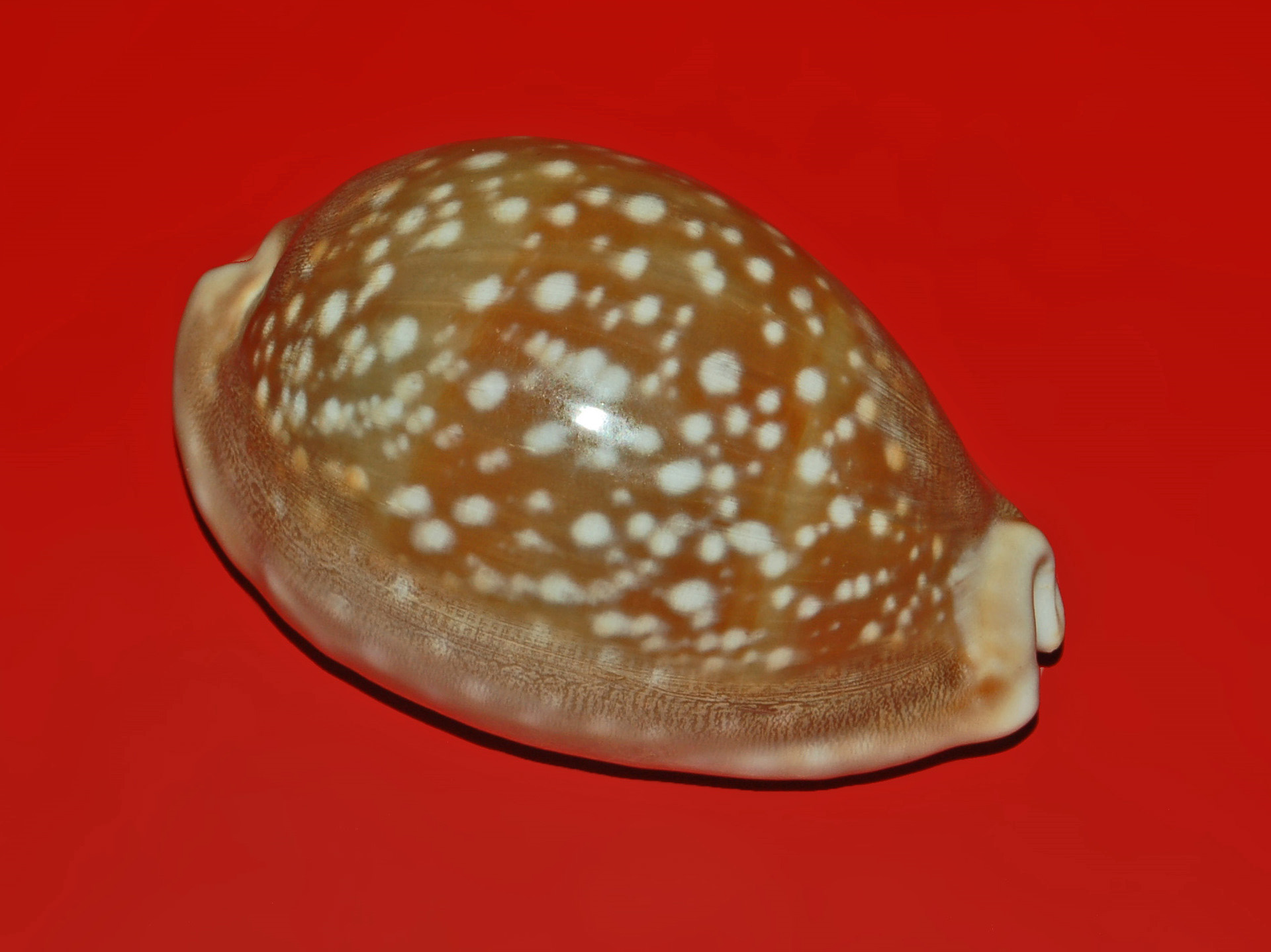
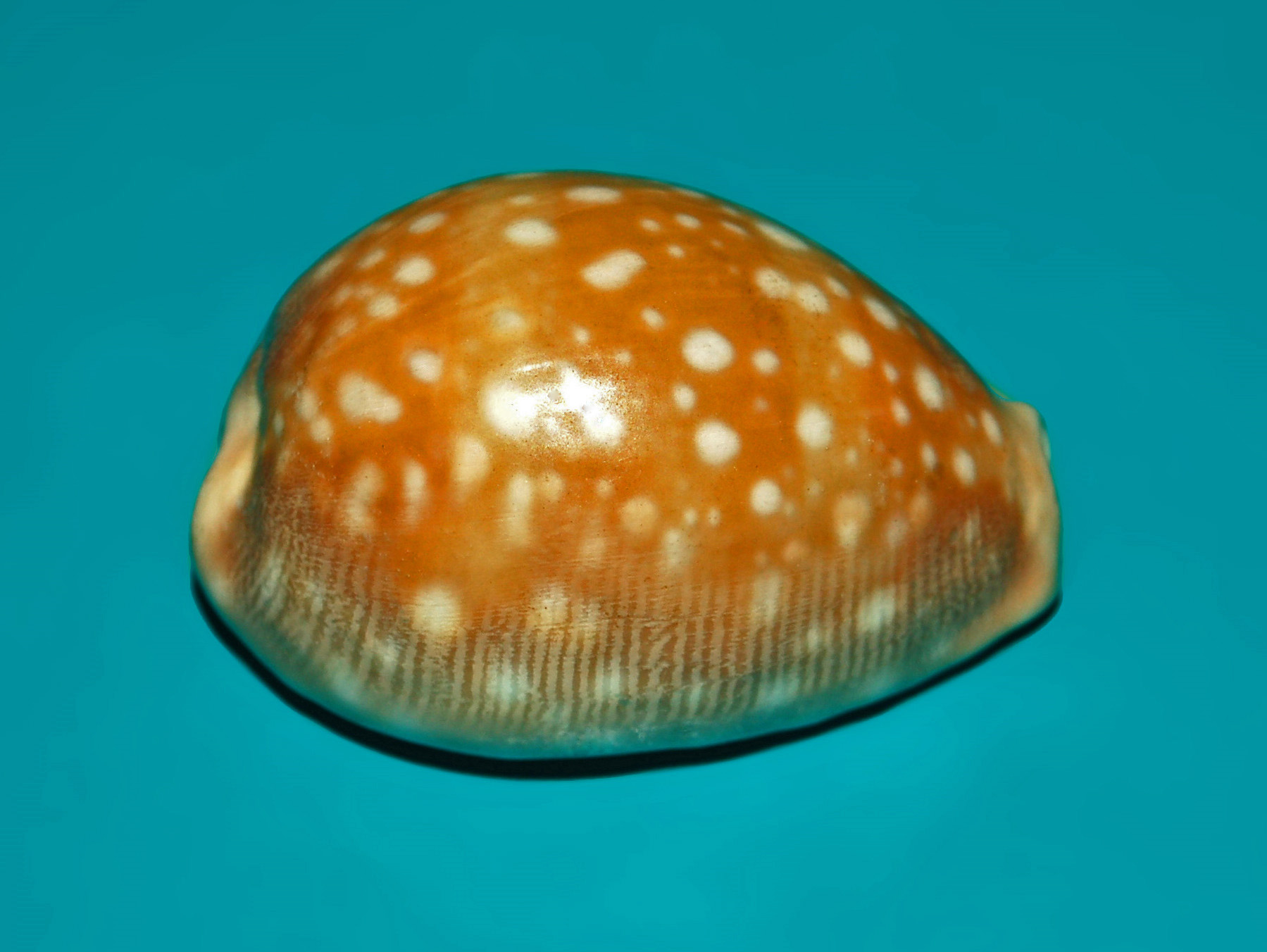
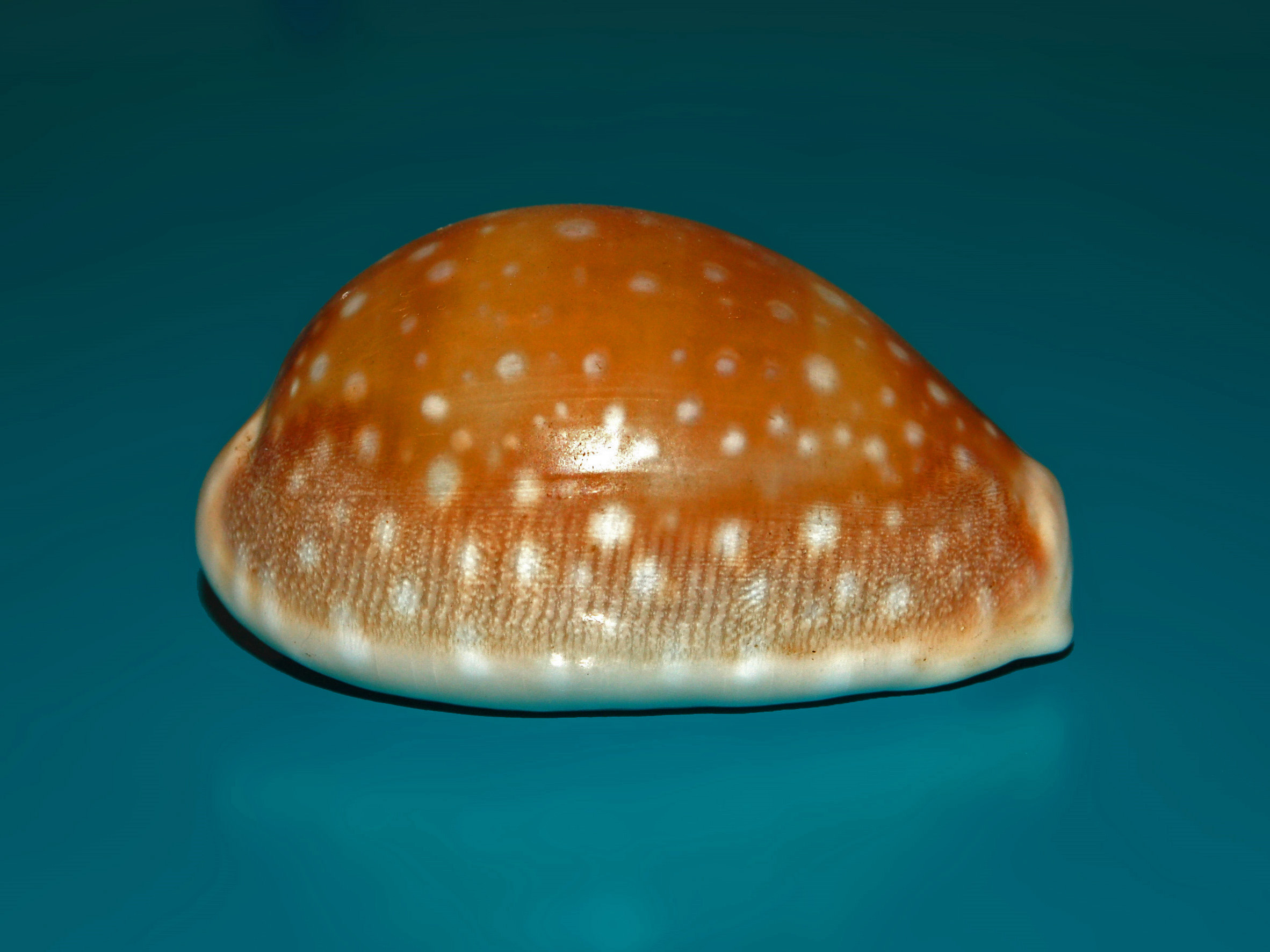
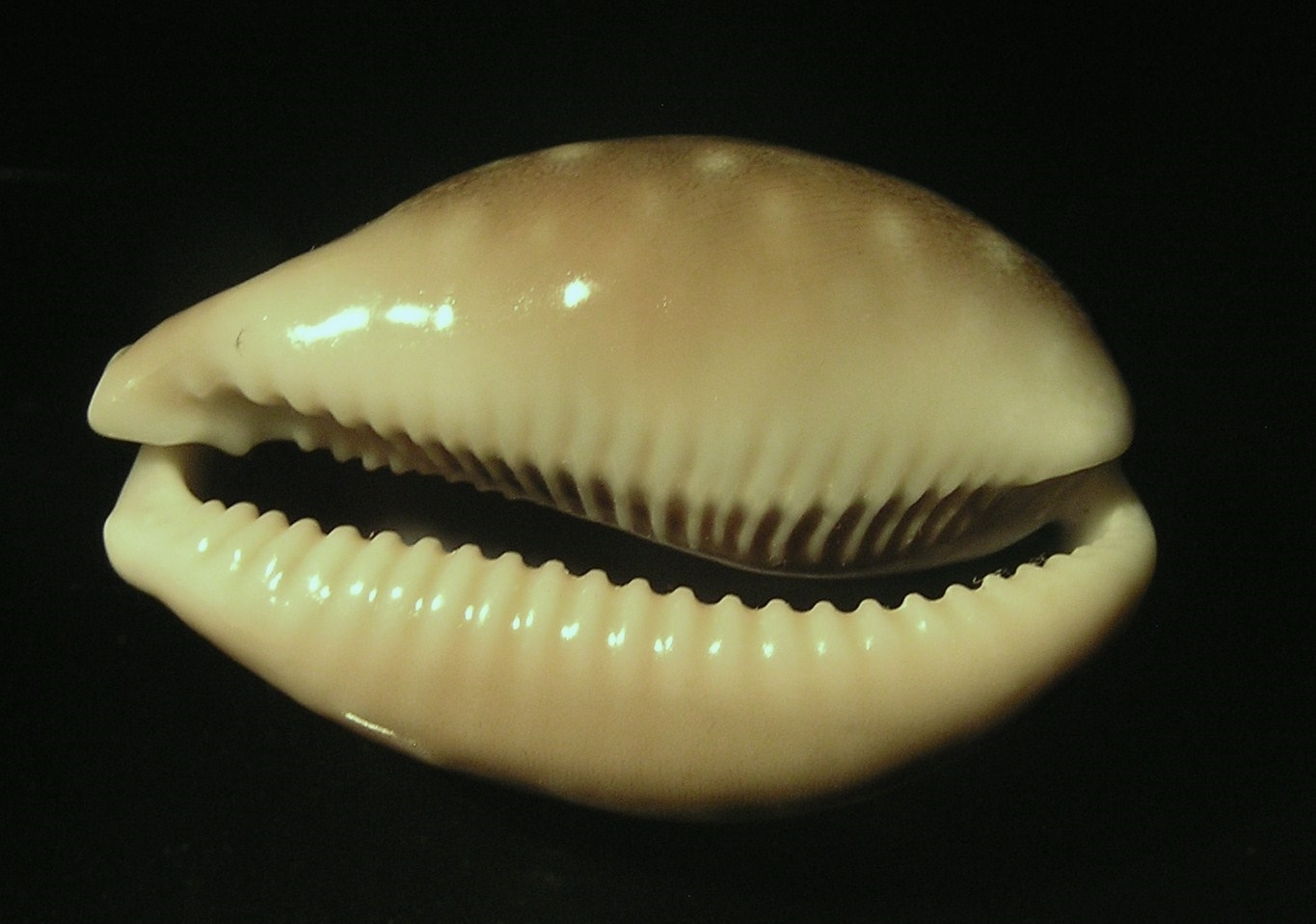